# Tatsuo Ebisawa

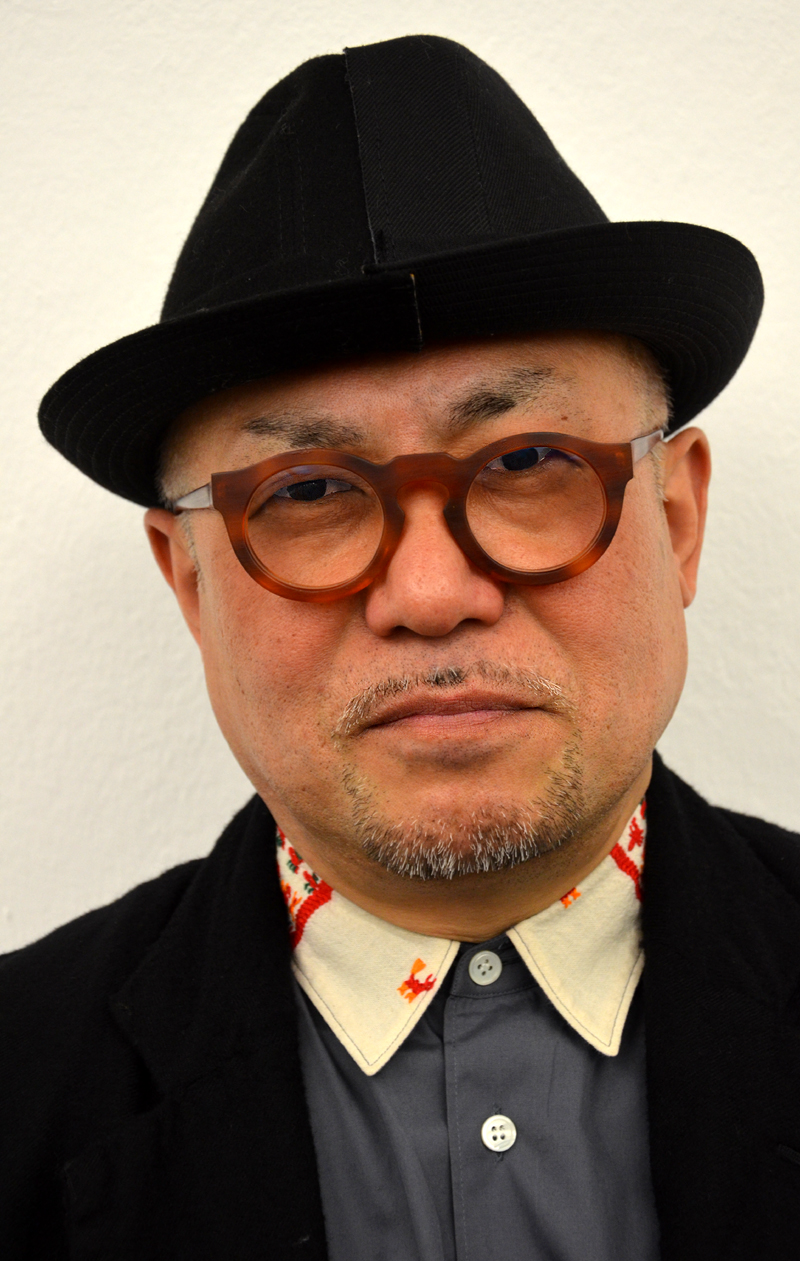
Tatsuo Ebisawa, Anfang 2015 auf der Ausstellung PENvolution in der Städtischen Galerie KUBUS in Hannover

Tatsuo Ebisawa (jap. 鰕澤 達夫, Ebisawa Tatsuo; * 1958 in der Präfektur Tokio) ist in japanischer Künstler, künstlerischer Leiter und Professor. Aktuell (Stand: 2014) lebt und arbeitet er in Yokohama und Hiroshima.

## Leben
Tatsuo Ebisawa absolvierte ab 1981 ein Studium der Dekorationsmalerei an der staatlichen Kunstschule in Florenz (Istituto statale d'arte di Firenze) und schloss diesem ein postgraduales Studium an, das er 1988 an der Tōkyō Geijutsu Daigaku abschloss.
Nachdem er ab 1993 begann, die künstlerische Leitung für verschiedene Unternehmen und Organisationen in Japan zu übernehmen, wurde er 2005 zunächst als Gastprofessor an der Kunsthochschule Braunschweig, 2006 dann an der Kunsthochschule Berlin-Weißensee tätig. 2008 wurde er an die Kunstfakultät der Städtischen Universität Hiroshima berufen. Nachdem Tatsuo Ebisawa ab 2011 auch Ausstellungen mit eigenen Arbeiten beschickte, übernahm er 2012 wiederum eine Gastprofessur, diesmal an der Seokyeong University in Seoul, Südkorea.

## Bekannte Schüler (Auswahl)
- Shige Fujishiro[2]

## Ausstellungen (Auswahl)
Tatsuo Ebisawa beschickte bisher folgende Ausstellungen (Einzelausstellungen sind mit einem (E) gekennzeichnet):
- 2011: Higashi Hiroshima Triennale, 11, Higashi Hiroshima Art Museum[1]
- 2012:
  - Food, Clothing and Shelter - Hiroshima meets Seoul, Seokyeong University, Seoul
  - Gallery t, Tokyo (E)[1]
- 2013: Gallery t, Tokyo (E)[1]
- 2015: PENvolution, Städtische Galerie KUBUS, Hannover[3]